# Critério de falha de von Mises
O critério de falha de von Mises indica que o escoamento de um material sólido inicia quando o segundo invariante deviatório de tensão {\displaystyle J_{2}} atinge um valor crítico. O critério é por esta razão algumas vezes denominado {\displaystyle J_{2}}-plasticidade ou teoria de escoamento {\displaystyle J_{2}}. É parte de uma teoria da plasticidade melhor aplicável a materiais dúcteis, como os metais. Antes do escoamento a resposta do material é assumida ser elástica.
Em ciência dos materiais e engenharia o critério de escoamento de von Mises pode ser formulado em termos da tensão equivalente de von Mises, {\displaystyle \sigma _{v}}, um valor escalar de tensão que pode ser determinado a partir do tensor tensão de Cauchy. Neste caso um material é dito estar em estado de início de escoamento quando sua tensão equivalente de von Mises atinge um valor crítico denominado tensão de escoamento {\displaystyle \sigma _{e}}. A tensão equivalente de von Mises {\displaystyle \sigma _{v}} é usada para prevenir escoamento do material quando submetido a qualquer condição de carregamento a partir de resultados obtidos de testes de tração simples. A tensão equivalente de von Mises satisfaz a propriedade de que dois estados de tensão com mesma energia de distorção tem a mesma tensão equivalente de von Mises.
Como o critério de von Mises independe do primeiro invariante de tensão {\displaystyle I_{1}}, é portanto aplicável para a análise de deformação plástica de materiais dúcteis, tais como os metais, sendo a hipótese básica para o comportamento destes materiais a independência da componente hidrostática do tensor tensão.
Embora formulado por James Clerk Maxwell em 1865, o critério é atribuído a Richard von Mises (1913). Tito Maximilian Huber (1904), em um artigo em polonês, elaborou uma forma inicial deste critério.

## Formulação matemática

A superfície de escoamento de von Mises nas coordenadas de tensão principal circunscreve um cilindro com raio em torno do eixo hidrostático. Também está mostrada a superfície de escoamento hexagonal de Tresca.

Matematicamente o critério de escoamento de von Mises é expresso como
{\displaystyle J_{2}=k^{2}\,\!,}
onde {\displaystyle k} é a tensão de escoamento do material em cisalhamento puro. Como mostrado mais além neste artigo, no início do escoamento a magnitude da tensão cisalhante de escoamento em cisalhamento puro é (√3) vezes menor que a tensão de escoamento de tração no caso de tensão simples. Assim:
{\displaystyle k={\frac {\sigma _{y}}{\sqrt {3}}}}
onde {\displaystyle \sigma _{y}} é a tensão de escoamento do material. Igualando a tensão de von Mises com a tensão de escoamento e combinando as equações acima, o critério de escoamento de von Mises pode ser expresso como
{\displaystyle \sigma _{v}=\sigma _{y}={\sqrt {3J_{2}}}}
ou
{\displaystyle \sigma _{v}^{2}=3J_{2}=3k^{2}\,\!.}
Substituindo {\displaystyle J_{2}} com termos das componentes do tensor tensão de Cauchy
{\displaystyle \sigma _{v}^{2}={\tfrac {1}{2}}[(\sigma _{11}-\sigma _{22})^{2}+(\sigma _{22}-\sigma _{33})^{2}+(\sigma _{33}-\sigma _{11})^{2}+6(\sigma _{23}^{2}+\sigma _{31}^{2}+\sigma _{12}^{2})]\,\!.}
Esta equação define a superfície de escoamento como um cilindro circular (ver figura) cuja curva de escoamento, ou interseção com o plano deviatório, é um círculo com raio {\displaystyle {\sqrt {2}}k}, ou {\displaystyle {\sqrt {\tfrac {2}{3}}}\sigma _{y}}. Isto implica que a condição de escoamento é independente das tensões hidrostáticas.

## Equação de von Mises reduzida para diferentes condições de tensão

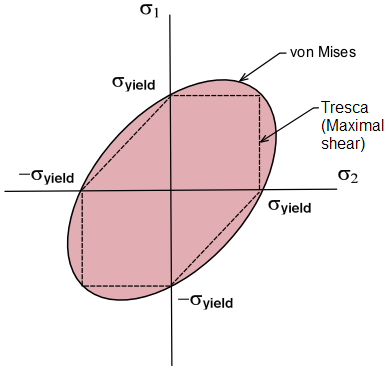
Interseção do critério de escoamento de von Mises com o plano, onde

A equação acima pode ser reduzida e reorganizada para uso prático em diferentes cenários de carregamento.
No caso de tensão uniaxial ou tensão simples, {\displaystyle \sigma _{1}\neq 0,\sigma _{3}=\sigma _{2}=0}, o critério de von Mises simplesmente se reduz a
{\displaystyle \sigma _{1}=\sigma _{y}\,\!,}
que significa que o materal começa a escoar quando {\displaystyle \sigma _{1}} atinge a resistência de escoamento do material {\displaystyle \sigma _{y}}, e está em concordância com a definição de resistência ao escoamento de tração (ou compressão).
É também conveniente definir uma tensão trativa equivalente ou tensão de von Mises, {\displaystyle \sigma _{v}}, que é usada na predição de escoamento do material sob condições de carregamento multiaxial usando resultados de testes de tração uniaxial simples. Assim, é definido
{\displaystyle {\begin{aligned}\sigma _{v}&={\sqrt {3J_{2}}}\\&={\sqrt {\frac {(\sigma _{11}-\sigma _{22})^{2}+(\sigma _{22}-\sigma _{33})^{2}+(\sigma _{33}-\sigma _{11})^{2}+6(\sigma _{12}^{2}+\sigma _{23}^{2}+\sigma _{31}^{2})}{2}}}\\&={\sqrt {\frac {(\sigma _{1}-\sigma _{2})^{2}+(\sigma _{2}-\sigma _{3})^{2}+(\sigma _{3}-\sigma _{1})^{2}}{2}}}\\&={\sqrt {\textstyle {\frac {3}{2}}\;s_{ij}s_{ij}}}\,\,,\end{aligned}}\,\!}
onde {\displaystyle s_{ij}} são as componentes do tensor tensão deviatório {\displaystyle {\boldsymbol {\sigma }}^{dev}}
{\displaystyle {\boldsymbol {\sigma }}^{dev}={\boldsymbol {\sigma }}-{\frac {1}{3}}\left({\mbox{tr}}\ {\boldsymbol {\sigma }}\right)\mathbf {I} \,\!.}
Neste caso o escoamento ocorre quando a tensão equivalente, {\displaystyle \sigma _{v}}, atinge a resistência ao escoamento do material em tensão simples, {\displaystyle \sigma _{y}}. Como um exemplo, o estado de tensões em uma viga de aço sob flexão difere do estado de tensões de um eixo sob torção, embora ambos specimens sejam constituídos do mesmo material. Em vista do tensor tensão, que descreve completamente o estado de tensões, esta diferença se manifesta em seis graus de liberdade, porque o tensor tensão tem seis componentes independentes. Portanto, é difícil predizer qual dos dois specimens está mais próximo do ponto de escoamento ou mesmo se já o atingiu. Contudo, por meio do critério de escoamento de von Mises, que depende apenas do valor escalar da tensão de von Mises, isto é, um grau de liberdade, esta comparação é direta: um valor maior da tensão de von Mises implica que o material está mais próximo do ponto de escoamento.
No caso de tensão de cisalhamento pura, {\displaystyle \sigma _{12}=\sigma _{21}\neq 0}, com todos os outros {\displaystyle \sigma _{ij}=0}, o critério de von Mises estabelece que
{\displaystyle \sigma _{12}=k={\frac {\sigma _{y}}{\sqrt {3}}}\,\!.}
Isto significa que no início do escoamento a magnitude da tensão cisalhante em cisalhamento puro é {\displaystyle {\sqrt {3}}} vezes menor que a tensão de tração no caso de tração simples. O critério de escoamento de von Mises para tensão cisalhante pura, expressa em função das tensões principais, é
{\displaystyle (\sigma _{1}-\sigma _{2})^{2}+(\sigma _{2}-\sigma _{3})^{2}+(\sigma _{1}-\sigma _{3})^{2}=2\sigma _{y}^{2}\,\!.}
No caso de estado plano de tensão, {\displaystyle \sigma _{3}=0}, o critério de von Mises estabelece que
{\displaystyle \sigma _{1}^{2}-\sigma _{1}\sigma _{2}+\sigma _{2}^{2}=3k^{2}=\sigma _{y}^{2}\,\!.}
Esta equação representa uma elipse no plano {\displaystyle \sigma _{1}-\sigma _{2}}, como mostrado na figura acima.
A tabela seguinte sumaria o critério de escoamento de von Mises para as diferentes condições de tensão.
| Cenário de carregamento       | Restrições                                                                                             | Equação de von Mises simplificada |
| ----------------------------- | --- | --- |
| Geral                         | Nenhuma restrição                                                                                      | {\displaystyle \sigma _{v}={\sqrt {{\tfrac {1}{2}}[(\sigma _{11}-\sigma _{22})^{2}+(\sigma _{22}-\sigma _{33})^{2}+(\sigma _{33}-\sigma _{11})^{2}+6(\sigma _{12}^{2}+\sigma _{23}^{2}+\sigma _{31}^{2})]}}} |
| Tensões principais            | Nenhuma restrição                                                                                      | {\displaystyle \sigma _{v}={\sqrt {{\tfrac {1}{2}}[(\sigma _{1}-\sigma _{2})^{2}+(\sigma _{2}-\sigma _{3})^{2}+(\sigma _{3}-\sigma _{1})^{2}]}}}                                                             |
| Estado Plano de Tensões Geral | {\displaystyle \sigma _{3}=0\!} {\displaystyle \sigma _{31}=\sigma _{23}=0\!}                          | {\displaystyle \sigma _{v}={\sqrt {\sigma _{11}^{2}-\sigma _{11}\sigma _{22}+\sigma _{22}^{2}+3\sigma _{12}^{2}}}\!}                                                                                         |
| Plano de Tensões Principais   | {\displaystyle \sigma _{3}=0\!} {\displaystyle \sigma _{12}=\sigma _{31}=\sigma _{23}=0\!}             | {\displaystyle \sigma _{v}={\sqrt {\sigma _{1}^{2}-\sigma _{1}\sigma _{2}+\sigma _{2}^{2}}}\!} |
| Cisalhamento puro             | {\displaystyle \sigma _{1}=\sigma _{2}=\sigma _{3}=0\!} {\displaystyle \sigma _{31}=\sigma _{23}=0\!}  | {\displaystyle \sigma _{v}={\sqrt {3}}\|\sigma _{12}\|\!} |
| Uniaxial                      | {\displaystyle \sigma _{2}=\sigma _{3}=0\!} {\displaystyle \sigma _{12}=\sigma _{31}=\sigma _{23}=0\!} | {\displaystyle \sigma _{v}=\sigma _{1}\!} |

Notas:
- Os subscritos 1,2,3 podem ser substituídos por x,y,z, ou outro sistema ortogonal de coordenadas
- Tensão cisalhante é denotada aqui como {\displaystyle \sigma _{ij}}; na prática a mesma é também denotada como {\displaystyle \tau _{ij}}

## Interpretação física do critério de escoamento de von Mises
Heinrich Hencky (1924) apresentou um interpretação física do critério de von Mises, sugerindo que o escoamento inicia quando a energia de distorção elástica atinge um valor crítico. Por esta razão o critério de von Mises é também conhecido como critério da energia de distorção máxima. Esta denominação é originada da relação entre {\displaystyle J_{2}} e a energia de deformação de distorção elástica {\displaystyle W_{D}}
{\displaystyle W_{D}={\frac {J_{2}}{2G}}\,\!} with the elastic shear modulus {\displaystyle G={\frac {E}{2(1+\nu )}}\,\!.}
Em 1937  Arpad Nadai sugeriu que o escoamento inicia quando a tensão cisalhante octaédrica atinge um valor crítico, i.e., a tensão cisalhante octaédrica do material no escoamento em tração simples. Neste caso o critério de escoamento de von Mises é também conhecido como critério da máxima tensão cisalhante octaédrica, em vista da proporcionalidade direta que existe entre {\displaystyle J_{2}} e a tensão cisalhante octaédrica, {\displaystyle \tau _{oct}}, que por definição é
{\displaystyle \tau _{oct}={\sqrt {{\tfrac {2}{3}}J_{2}}}\,\!.}
Assim,
{\displaystyle \tau _{oct}={\tfrac {\sqrt {2}}{3}}\sigma _{y}\,\!.}

## Comparação com o critério de Tresca
Também mostrado na figura está o critério da máxima tensão cisalhante de Tresca (linha tracejada). Observar que a superfície de escoamento de Tresca é circunscrita pela de von Mises. Portanto, a mesma prediz escoamento plástico para estados de tensão que são ainda elásticos de acordo com o critério de von Mises. Para modelos para comportamento material plástico, o critério de Tresca é portanto mais conservativo.